# Gigantengrab von Preda Longa ’e figu

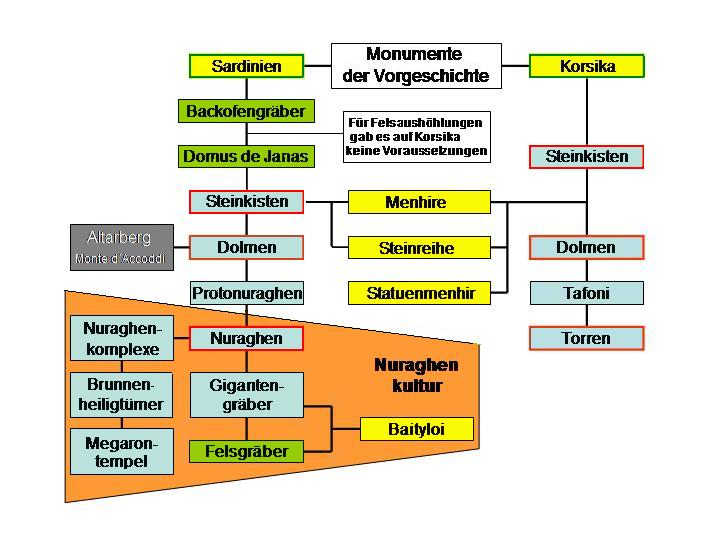
Typenreihe sardisch-korsischer Monumente

Das Gigantengrab von Preda Longa ’e figu liegt etwa 2,0 km von Borore in der Provinz Oristano auf Sardinien. Die in Sardu „Tumbas de sos zigantes“ und auf Italienisch (plur.) „Tombe dei Giganti“ genannten Bauten sind die größten pränuraghischen Kultanlagen Sardiniens und zählen europaweit zu den spätesten Megalithanlagen. Die 321 bekannten Gigantengräber sind Monumente der bronzezeitlichen Bonnanaro-Kultur (ca. 2200–1600 v. Chr.), die Vorläuferkultur der Nuraghenkultur ist.

## Typenfolge

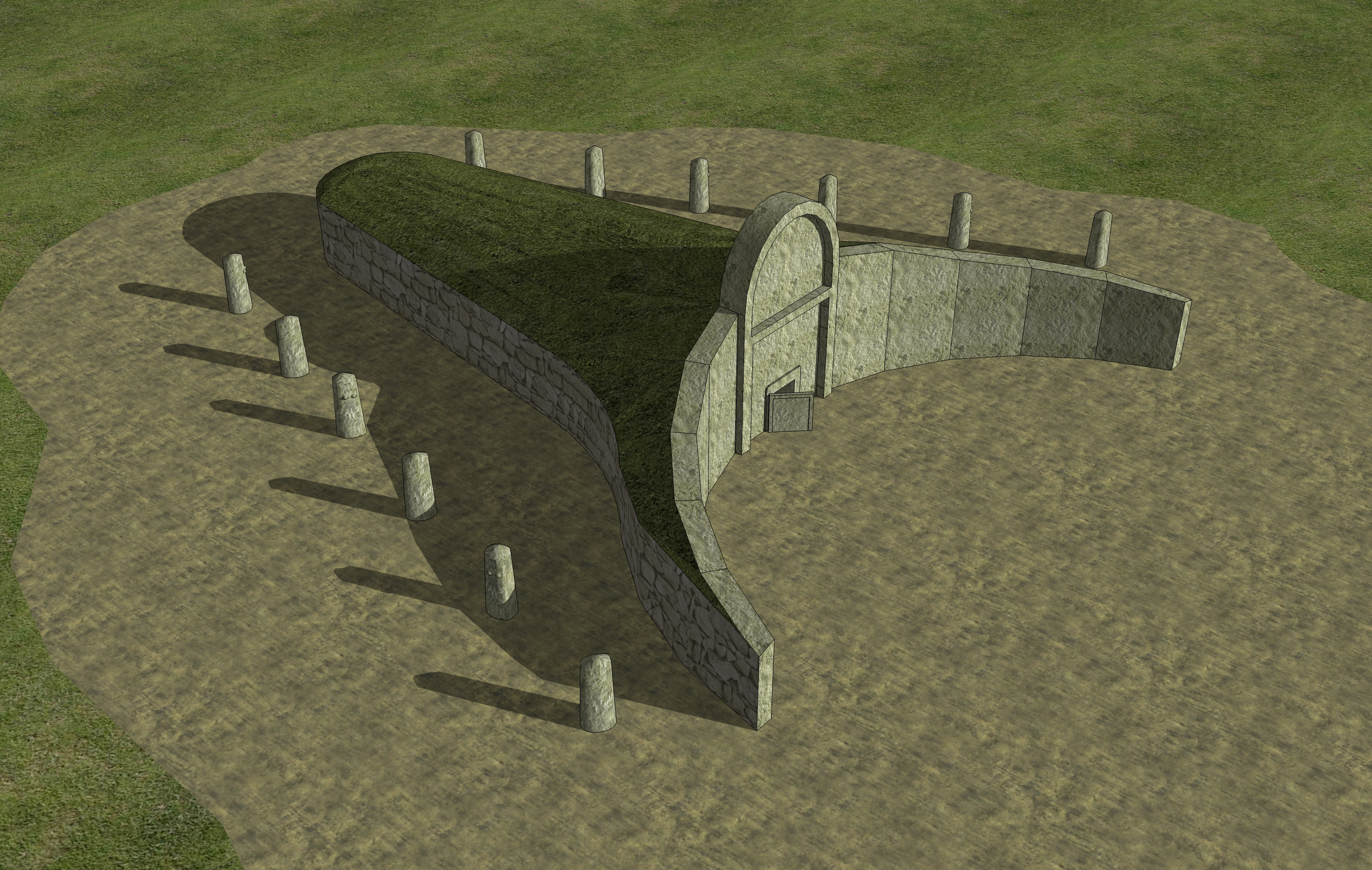
Modell mit Portalstelen-Exedra

Baulich treten Gigantengräber in zwei Varianten auf. Die Anlagen mit Portalstelen und Exedra gehören zum älteren nordsardinischen Typ. Bei späteren Anlagen besteht die Exedra statt aus monolithischen Stelen, aus einer in der Mitte deutlich erhöhten Quaderfassade aus bearbeiteten und geschichteten Steinblöcken. Das Gigantengrab von Preda Longa 'e figu ist eine Anlage des älteren Typs (mit Portalstele).

## Beschreibung
Das Gigantengrab besteht aus den Resten der Kammer, einem Teil der Exedra und der in der mittig senkrecht gespalteten Portalstele. Die obere seitliche Hälfte fehlt, der Rest zeigt ein gewisses Gepränge, erreicht eine Höhe von 3,78 m und ist 1,9 m breit. Sie ist durch ein Querrelief in der üblichen Weise in zweigeteilt. In der Mitte liegt unten der ebenfalls gespaltene trapezoide Zugang (Höhe 0,5 m Breite 0,52 bis 0,49 m).
Rechts der Portalstele befindet sich der einzige noch in situ befindliche Orthostat der Exedra, der die Besonderheit aufweist, auf der linken Seite gut bearbeitet und abgegrenzt zu sein. Die Kammer enthält einige Platten in der ursprünglichen Position, darunter die Endplatte.
In der Nähe wurde eine Trockensteinmauer errichtet, die vermutlich die Struktur der Anlage beschädigt hat.